# Anolis longicauda
Anolis longicauda är en ödleart som beskrevs av  Hallowell 1861. Anolis longicauda ingår i släktet anolisar, och familjen Polychrotidae. Inga underarter finns listade i Catalogue of Life.